# L'Enfant Terrible
L’Enfant Terrible is een Belgisch bier van gemengde gisting.
Het bier wordt gebrouwen in Brouwerij De Dochter van de Korenaar te Baarle-Hertog. Het is een amberkleurig bier met een alcoholpercentage van 7%. Na een eerste vergisting volgt een melkzure spontane gisting op eiken wijnvaten.